# Cmentarz Żołnierzy Radzieckich w Choszcznie
Cmentarz Żołnierzy Radzieckich w Choszcznie – cmentarz wojenny żołnierzy radzieckich zmarłych podczas walk na terenie powiatu choszczeńskiego i sąsiednich. 

## Historia
Walki o Choszczno toczyły się od 4 do 23 lutego 1945, Armia Czerwona podczas opracji wiślańsko-odrzańskiej zaatakowała miasto od wschodu i południa, Niemcy ogłosili je wówczas twierdzą. Dowódca 61 Armii (ZSRR), gen. Paweł Biełow, skierował do walki o miasto IX Korpus Piechoty Gwardii pod dowództwem gen. Grigorija Chaluzina. 23 lutego 1945 Niemcy poddali miasto, podczas walk zginęło ok. 2172 żołnierzy radzieckich, którzy zostali pochowani na cmentarzu założonym w południowo-wschodniej części miasta. Spoczywają tu żołnierze 47 i 61 Armii, w tym 1325 rozpoznanych z imienia i nazwiska. Pochowani są tu Rosjanie, Polacy, Ukraińcy, Uzbecy, Gruzini, Białorusini, oraz francuski oficer
.

## Galeria

Cmentarz Żołnierzy Radzieckich w Choszcznie
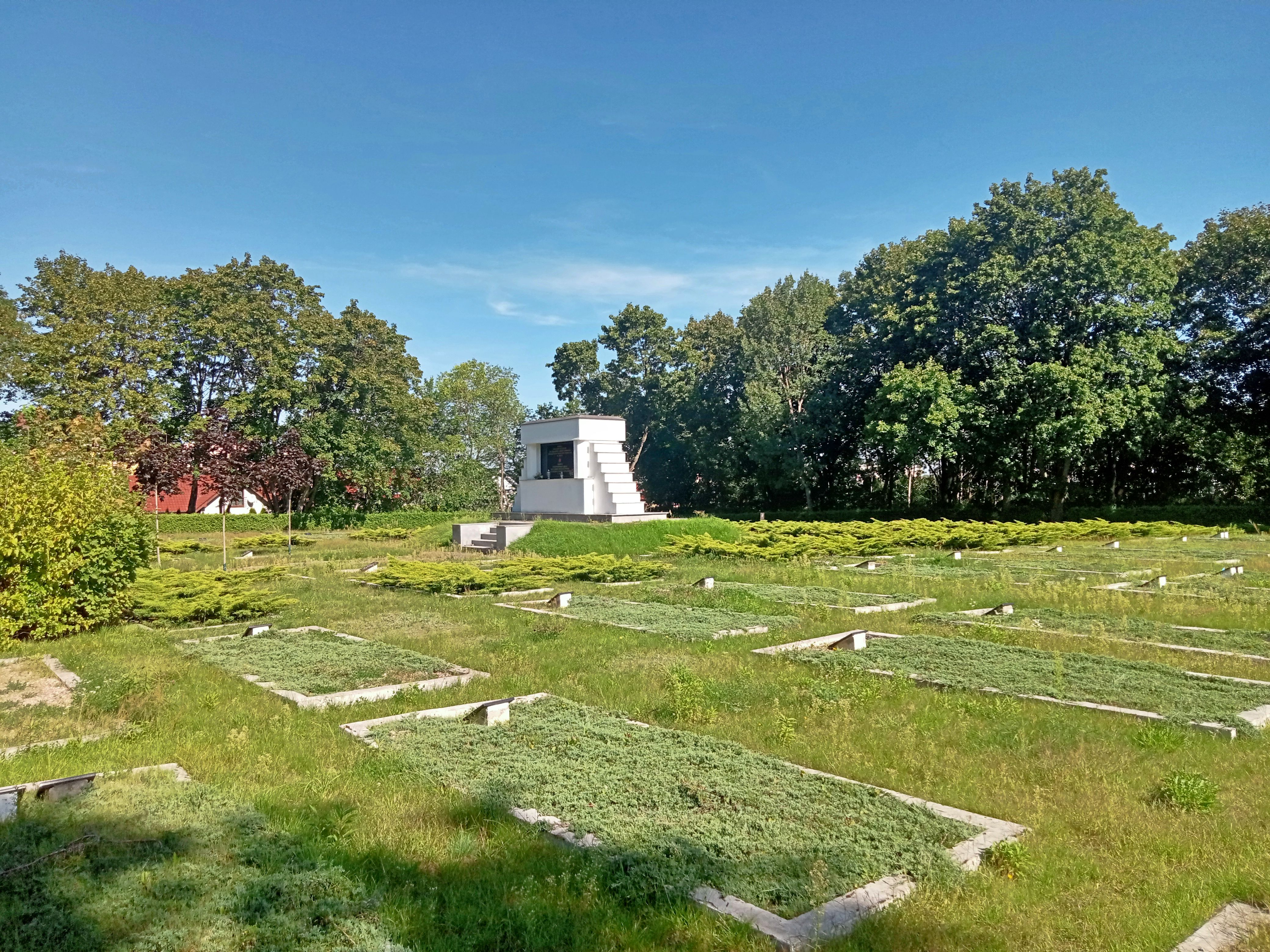
Widok ogólny cmentarza
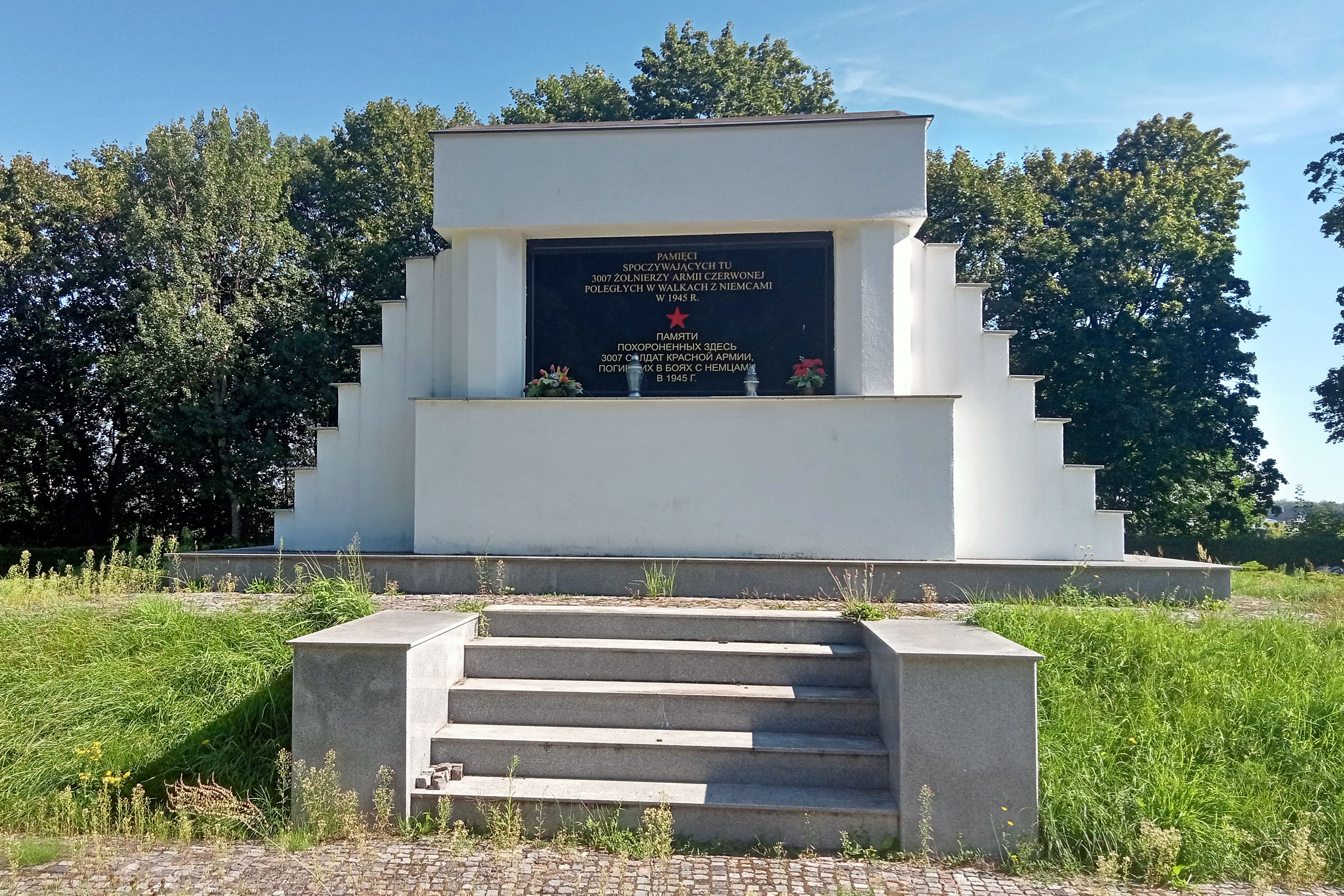
Pomnik na cmentarzu (awers)
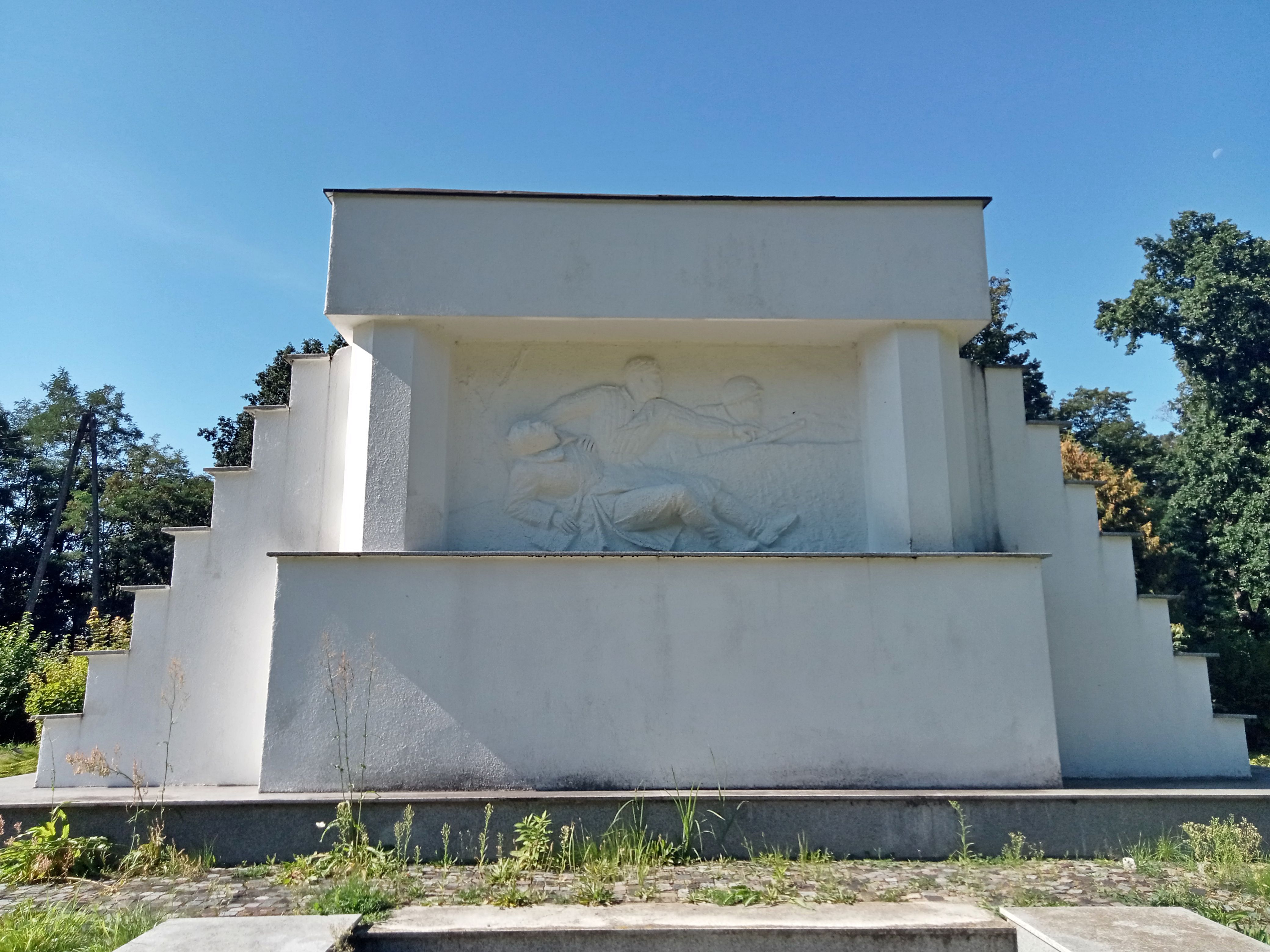
Pomnik na cmentarzu (rewers)
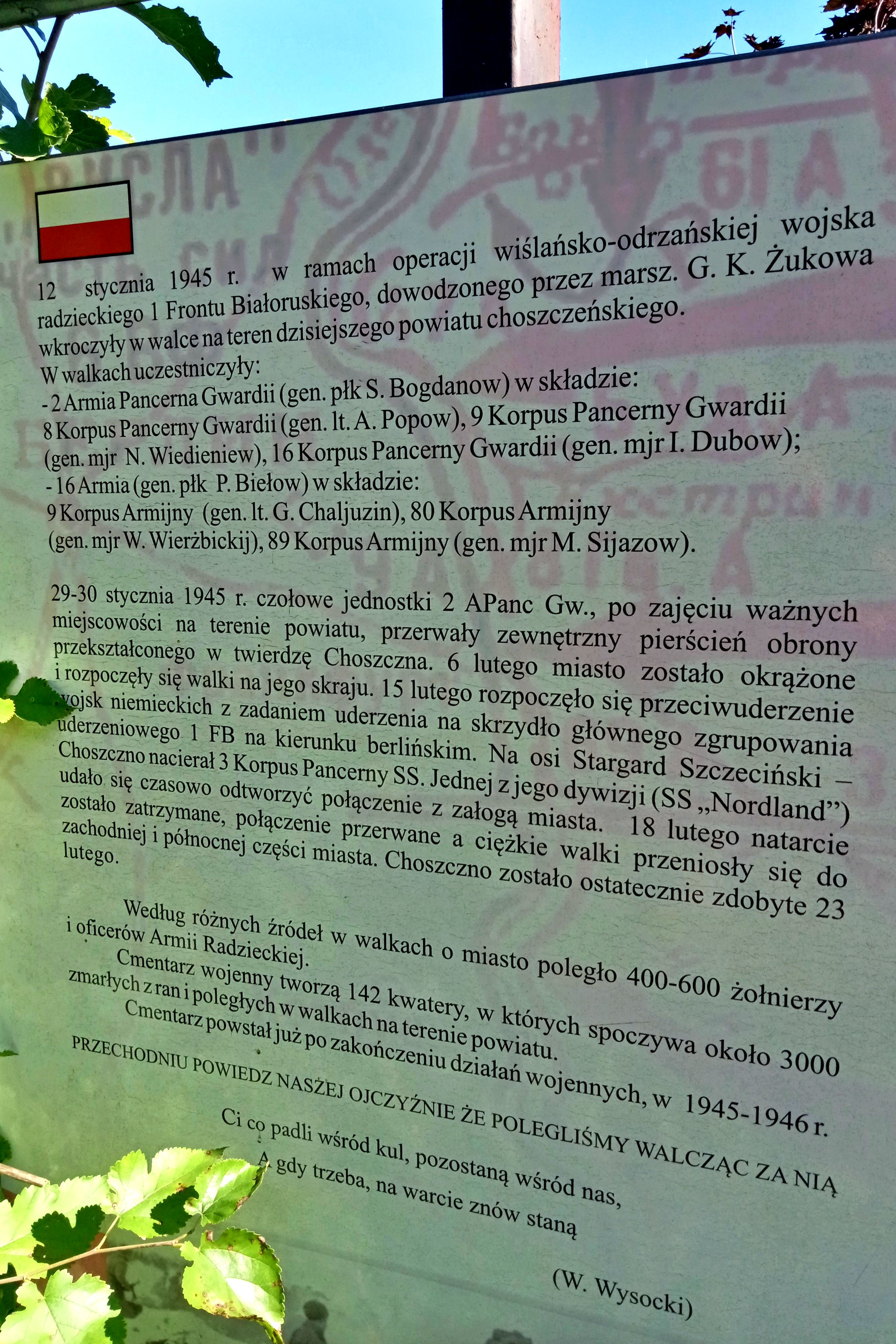
Tablica informacyjna na cmentarzu